# 鄭和元
鄭 和元（チョン・ファウォン、朝鮮語: 정화원、1948年7月8日 - ）は、大韓民国の盲人の鍼師、市民運動家、政治家。第3代釜山広域市議会議員、第17代韓国国会議員。
本貫は晋州鄭氏（晋陽鄭氏）、鄭経世の子孫である。キリスト教徒。

## 経歴
慶尚北道尚州郡（現・尚州市）外西面出身。父は学徒兵として朝鮮戦争に出陣したが行方不明となり、本人も朝鮮戦争中の爆撃の破片に当たって目の病気にかかった。治療もしたが状態がだんだん悪くなり、結局家出した母に連れられて大邱から釜山に転居した。ソウル盲学校、韓国放送通信大学校教育学科卒。韓国盲人鍼師会釜山・慶南支会長、釜山盲人点字図書館（現・釜山点字図書館）館長、釜山障がい者総連合会会長、釜山障がい者信用協同組合組合長、釜山市民協議会共同代表、釜山障がい者総合福祉館運営委員、釜山市民運動団体協議会共同代表、釜山盲人福祉連合会釜山支部会長、ハンナラ党所属の第3代釜山広域市議会議員、第17代国会前・後半期保健福祉委員会委員などを務めた。

## エピソード
妻は鍼師時代の患者だった。